# Mniopetalum minutum
Mniopetalum minutum är en svampart som beskrevs av Manim. & Leelav. 1988. Mniopetalum minutum ingår i släktet Mniopetalum och familjen Tricholomataceae.   Inga underarter finns listade i Catalogue of Life.